# 安德烈亚斯·拉斯穆森
安德烈亚斯·拉斯穆森（丹麥語：Andreas Rasmussen，1893年3月15日—1967年2月23日），丹麦前男子曲棍球运动员。他曾代表丹麦国家队参加1920年夏季奥林匹克运动会曲棍球比赛，获得一枚银牌。